# 纪树宝
纪树宝，河北献县人，是一名清朝政治人物。
纪树宝曾于1805年接替吴应韶任福建永安县知县一职，1805由四格接任。